# Kazimierz Braun (reżyser)
Kazimierz Braun (ur. 29 czerwca 1936 w Mokrsku Dolnym) – polski reżyser teatralny, pisarz, profesor nauk humanistycznych.

## Życiorys
Ukończył dwa kierunki studiów: filologię polską na Uniwersytecie im. Adama Mickiewicza w Poznaniu (1958) oraz reżyserię dramatu w Państwowej Wyższej Szkoły Teatralnej im. Aleksandra Zelwerowicza w Warszawie (1962). Doktoryzował się na UAM w Poznaniu (1971), stopień doktora habilitowanego nauk humanistycznych (ze specjalnością: teatrologia) uzyskał na Uniwersytecie Wrocławskim (1975), a w 1992 nadano mu tytuł profesora. W latach 1982–1986 był profesorem wizytującym na kilku uczelniach w USA, a od 1989 profesorem na University at Buffalo (stan Nowy Jork), obecnie emerytowanym.
Jako reżyser zadebiutował w teatrze w 1961, w telewizji w 1962. Reżyserował w Teatrze Polskim w Warszawie, Teatrze Wybrzeże w Gdańsku, Teatrze im. Juliusza Słowackiego w Krakowie, Teatrze im. Wilama Horzycy w Toruniu, Teatrze im. Ludwika Solskiego w Tarnowie, oraz za granicą m.in. w USA, Irlandii, Kanadzie, Niemczech. W latach 1967–1971 był dyrektorem artystycznym Teatru im. Juliusza Osterwy w Lublinie, w latach 1971–1974 dyrektorem naczelnym i artystycznym tamże, w latach 1975–1984, dyrektorem naczelnym i artystycznym Wrocławskiego Teatru Współczesnego, skąd został zwolniony przez władze z powodu działalności opozycyjnej. Od 1985 pracował i mieszkał w USA. Reżyserował m.in. w The Guthrie Theatre w Minneapolis, Odyssey Theatre w Los Angeles, Chicago Actors Ensemble, Kavinoky Theatre w Buffalo oraz na uniwersytetach.
Do jego najwybitniejszych prac zaliczano cykle
przedstawień według sztuk C. Norwida (13 widowisk), T. Różewicza (19 widowisk), Shakespeare’a (12 widowisk w językach polskim i angielskim), oraz Dziady A. Mickiewicza (dwukrotnie) oraz Dżuma według A. Camusa i Anna Livia według J. Joyce’a i inne.
Wykładał m.in. na Uniwersytecie Wrocławskim, New York University, Uniwersytet Kalifornijski (kampus w Santa Cruz) i University at Buffalo. Prowadził warsztaty reżyserskie w USA, Polsce, Irlandii i Wielkiej Brytanii. Współpracował z zespołami polskimi w USA i Kanadzie. Jest członkiem zwyczajnym Polskiego Towarzystwa Naukowego na Obczyźnie.
W swoich pracach teatralnych odwołuje się do tradycji Appii, Craiga, Wyspiańskiego i Osterwy. Tworzy przedstawienia w oparciu o swą ideę „Teatru wspólnoty”, dążąc do przemienienia aktorów i widzów w jedną twórczą grupę. Osiąga to poprzez wytworzenie specjalnych relacji międzyludzkich w czasie akcji widowiska, jak również budując przestrzeń teatralną, która łączy wszystkich obecnych. W swoich utworach prozatorskich i dramatycznych Braun posługuje się stylistyką i środkami wyrazowymi „fikcji historycznej”, w której prawdziwe zdarzenia i prawdziwe postaci służą jako fundament do zbudowania skomplikowanej rzeczywistości symbolicznej i duchowej. W swoich pracach poświęconych historii teatru wydobywa zależności między estetyką, a społecznym i politycznym kontekstem życia teatralnego. Tłumaczył z angielskiego, francuskiego i włoskiego na polski, oraz z polskiego, francuskiego i rosyjskiego na angielski.

## Życie prywatne
Jego rodzicami byli Juliusz Braun, profesor, działacz katolicki, więzień stalinowski, oraz Elżbieta, z domu Korwin-Szymanowska (oboje zmarli w 1990). Stryjami Kazimierza byli Jerzy i Kazimierz, a ciotką (siostrą ojca) Jadwiga Domańska.
Ożenił się z Zofią Reklewską, pisarką i teatrologiem. Ich dziećmi są Monika Braun, pisarka i nauczycielka akademicka, Grzegorz Braun, reżyser filmowy, publicysta, poseł IX i X kadencji, oraz Justyna Braun, nauczycielka akademicka. Ich wnuczkami są Anna, Joanna, Aniela, Zofia, Elżbieta.

## Kariera zawodowa (wybór)
Źródło
- Asystent reżysera (Erwina Axera), Teatr Współczesny w Warszawie, 1958–1961
- Reżyser, Teatr Wybrzeże, Gdańsk, 1961–1964
- Reżyser, Teatr Polski w Warszawie, 1961–1964
- Reżyser, Teatr im. Wilama Horzycy w Toruniu, 1965–1967
- Dyrektor artystyczny, Teatr im. Juliusza Osterwy w Lublinie, 1967–1972
- Dyrektor naczelny i artystyczny, Teatr im. Osterwy, Lublin, 1972–1974
- Dyrektor naczelny i artystyczny, Wrocławski Teatr Współczesny, 1975–1984
- Docent, Uniwersytet Wrocławski, 1975–1985
- Docent, PWST Kraków/Wrocław, 1977–1985
- Visiting Professor, New York University, 1985
- Visiting Professor, Swarthmore College, 1985–1986
- Regents Professor, Uniwersytet Kalifornijski, 1986
- Associate Professor, University at Buffalo, 1987–1989
- Professor University at Buffalo, 1989–2016
- Profesor nauk humanistycznych, 1992[1]

## Prace reżyserskie (wybór)
Źródło

|  | - 1961, Mrożek, Karol, Na pełnym morzu, Strip-tease, Gdańsk - 1962, Norwid, Pierścień wielkiej damy, Warszawa (także Teatr Telewizji, 1963) - 1962, Szaniawski, Dwa teatry (także Teatr Telewizji, 1972) - 1963, Brecht, Kaukaskie kredowe koło, Gdańsk - 1963, Shakespeare, Romeo i Julia, Warszawa - 1965, Wyspiański, Wesele, Toruń - 1967, Wyspiański, Noc listopadowa, Gdańsk - 1968, Shakespeare, Hamlet, Lublin (także Wrocław, 1985) - 1968, Norwid, Kleopatra i Cezar, Lublin (także Teatr Telewizji, 1968) - 1970, Różewicz, Akt przerwany, Lublin (także Teatr Telewizji, 1970) - 1970, Norwid, Za kulisami, Kraków (także Teatr Telewizji w 1966) - 1971, Żeromski, Popioły, adaptacja reżysera, Teatr Telewizji - 1972, Różewicz, Kartoteka (także Sofia, Bułgaria, 1978; SouthBend, Indiana, 1982) - 1972, Wyspiański, Wyzwolenie, Lublin - 1973, Różewicz, Stara kobieta, Lublin (także Teatr Telewizji, 1976; Dublin, Irlandia, 1983) - 1976, Joyce, Anna Livia, Wrocław - 1977, Gombrowicz, Operetka, Wrocław - 1978, Mickiewicz, Dziady (pełny tekst), Wrocław - 1979, Różewicz, Przyrost naturalny, adaptacja reżysera, Wrocław (także Chicago, 1989) - 1982, Mickiewicz, Dziady, adaptacja reżysera, Wrocław - 1982, Shakespeare, Wieczór trzech króli, Wrocław (także Esslingen, Niemcy, 1982) | - 1983, Camus, Dżuma, adaptacja reżysera, Wrocław (także Chicago, 1988) - 1984, Różewicz, Pułapka, Wrocław - 1986, Ionesco, Nosorożec, Minneapolis - 1987, Różewicz, Odejście głodomora, Buffalo - 1988, Witkacy, Szewcy, Los Angeles - 1989, Shakespeare, Król Lear, Buffalo - 1990, Kazimierz Braun, Królowa Emigrantka, Toronto - 1991, Shakespeare, Jak wam się podoba, Buffalo - 1995, Mrożek, Tango, Konxville, Tennessee - 1996, Bolt, Oto jest głowa zdrajcy, Buffalo - 1999, Shakespeare, Ryszard III, Buffalo - 2003, Jerzy Braun, Europa, Tarnów - 2004, Kazimierz Braun, Dzieci Paderewskiego, Buffalo - 2006, Brandstaetter, Upadek kamiennego domu, Tarnów - 2006, Różewicz, Kartoteka rozrzucona, Buffalo - 2008, Braun, Opowieści Poli Negri, Toronto - 2010, Claudel, Księga Krzysztofa Kolumba, Steubenville, Ohio - 2011, Braun, Cela Ojca Maksymiliana, Tarnów - 2012, Braun, Tajemnice Ordonki, Toronto - 2012, Greene, Moc i chwała, adaptacja reżysera, Buffalo - 2013, Shakespeare, Burza, Buffalo Łącznie w latach 1961–2014 154 reżyserie |

## Książki naukowe (wybór)
Źródło
- 1967, Teofil Trzciński, wraz z Zofią Reklewską-Braun, PIW, Warszawa
- 1971, Cypriana Norwida teatr bez teatru, PIW, Warszawa
- 1972, Teatr Wspólnoty, Wyd. Literackie, Kraków
- 1975, Nowy teatr na świecie, WAiF, Warszawa
- 1979, Druga Reforma Teatru, Ossolineum, Wrocław
- 1982, Przestrzeń teatralna, PWN, Warszawa
- 1984, Wielka Reforma Teatru, Ossolineum, Wrocław
- 1994, Teatr Polski 1939–1989, Semper, Warszawa
- 1996, A History of Polish Theatre 1939–1989, Greenwood Press, Westport, Connecticut
- 2000, Theatre Directing, Mellen Press, Lewiston, New York
- 2003, A Concise History of Polish Theatre, Mellen Press, Lewiston, New York
- 2005, Krótka historia teatru amerykańskiego, Wyd. UAM, Poznań
- 2010, Pani Scenograf. Jadwiga Pożakowska, Muzeum Narodowe, Gdańsk
- 2011, Bracia Adamowiczowie, wraz z Zofią Reklewską-Braun, Wyd. Uniwersytetu Rzeszowskiego
- 2013, Mój teatr Różewicza, Wyd. Uniwersytetu Rzeszowskiego
- 2014, Mój teatr Norwida, Wyd. Uniwersytetu Rzeszowskiego

Łącznie w latach 1967–2014 21 książek naukowych

## Utwory literackie (wybór)
- 1989, Pomnik, powieść, Instytut Literacki, Paryż
- 1993, Helena, rzecz o Modrzejewskiej, monodram, High Park Press, Toronto
- 1996, Pożegnanie z Alaską, powieść, PAX, Warszawa
- 1996, Rzecz o Norwidzie z jego słów utkana, monodram, Bernardinum, Pelplin
- 1999, Dzień świadectwa, powieść, Wyd. 4K, Bytom
- 2003, Ptak na szczudłach, opowiadanie, Wyd. A. Marszałek, Toruń
- 2005, Dzień świadectwa, powieść, wersja rozszerzona, wyd. Św. Wojciecha, Poznań
- 2006, Promieniowanie, dramat, Archiwum Emigracji, Toruń
- 2008, Dziesięć dni w PRL-u, wspomnienia, Norbertinum, Lublin
- 2011, Maximilianus, dramat, Wyd. Bratni Zew, Kraków
- 2013, Dobrzy księża, wraz z Zofią Reklewską-Braun, Bernardinum, Pelplin
- 2016, Dzwon na trwogę, powieść, Oficyna Wydawnicza Volumen, Warszawa
- 2018, Płonący teatr, powieść, Oficyna Wydawnicza Volumen, Warszawa
- 2022, Siódma fala, powieść, Wydawnictwo 3dom, Częstochowa

Łącznie w latach 1989–2011 20 utworów literackich (powieści, poezji, opowiadań, wspomnień)

## Nagrody (wybór)
- 1963, Nagroda za reżyserię, Kaukaskie kredowe koło Brechta, Festiwal TPP w Toruniu
- 1964, Nagroda za reżyserię, Zaczarowane koło Rydla, Festiwal Teatrów w Telewizji
- 1965, Nagroda za reżyserię i opracowanie tekstu, Aktor Norwida, Festiwal Teatrów w Telewizji
- 1965, Nagroda za reżyserię i opracowanie tekstu, Aktor Norwida, Kaliskie Spotkania Teatralne
- 1966, Nagroda za reżyserię, Wesele Wyspiańskiego, Festiwal TPP w Toruniu
- 1970, Nagroda za inscenizację, Akt przerwany Różewicza, Kaliskie Spotkania Teatralne
- 1979, Nagroda specjalna za inscenizację, Operetka Gombrowicza, Międzynarodowy Festiwal Teatralny w Sitges, Hiszpania
- 1980, Złota Statuetka Fredry, Przyrost naturalny Różewicza, Wrocław
- 1980, Nagroda Fundacji Japońskiej, Tokio
- 1984, Złota Statuetka Fredry, Dżuma według Camusa, Wrocław
- 1986, Nagroda Kultury Niezależnej
- 1990, Nagroda Fundacji Guggenheima, USA
- 1996, Nagroda za najlepsze przedstawienie w Buffalo, Oto jest głowa zdrajcy Bolta
- 2000, Aurum Award, nagroda literacka, Toronto, Kanada
- 2001-2002, stypendium Fulbrighta - visiting scholar na Uniwersytecie Adama Mickiewicza[11]
- 2003, Nagroda Fundacji Władysława i Nelli Turzańskich, Kanada
- 2005, Doroczna Nagroda Kongresu Polonii Amerykańskiej
- 2004, Nagroda Ministra Edukacji Narodowej, Polska
- 2011, Złota Sowa Polonii, Wiedeń, Austria
- 2016, tytuł Honorowego Obywatela Miasta Tarnowa[12]

## Ordery i odznaczenia (wybór)
- 1971, Odznaka „Zasłużony Działacz Kultury”
- 1976, Medal Komisji Edukacji Narodowej
- 1978, Złoty Krzyż Zasługi
- 1997, Krzyż Kawalerski Orderu Zasługi RP
- 2005, Odznaka honorowa „Zasłużony dla Kultury Polskiej”
- 2005, Krzyż Oficerski Orderu Zasługi RP
- 2007, Złoty Medal „Zasłużony Kulturze Gloria Artis”[13]
- 2011, Krzyż Komandorski Orderu Zasługi RP
- 2016, Krzyż Komandorski Orderu Odrodzenia Polski[12]